# 第40回毎日王冠
1989年10月8日に開催された第40回毎日王冠について記述する。
※年齢は全て旧表記にて表記

## レース施行時の状況
1988年JRA賞最優秀4歳牡馬のオグリキャップは故障（繋靭帯炎）からの休養明け初戦となった同年9月のオールカマーを優勝し、天皇賞（秋）（第100回天皇賞）の前哨戦としてこのレースへの出走を決定した。
またこのレースにはこの年の天皇賞（春）、さらに宝塚記念とGIを連勝していたイナリワン、さらに前年の東京優駿で2着となり、この年のメイステークス、高松宮杯と連勝中だったメジロアルダン、オグリキャップ・イナリワンと同じ地方競馬から中央競馬に移籍してきた前年の東京ダービー馬ウインドミルなど古馬中距離戦線の有力馬が揃って出走を決定した。
なお、特別登録の段階では、前年のJRA賞最優秀スプリンターであるサッカーボーイも登録馬に名を連ねていた。このため、オグリキャップ・イナリワン・メジロアルダン・サッカーボーイが単枠指定を受ける予定となっており、実現すれば史上初の「4頭単枠指定」となるはずだった。ところがサッカーボーイは直前に脚部不安を発症し回避となったため、レースは8頭立てとなり、単枠指定そのものがなくなった。

## 出走馬と枠順
天候：曇り、芝：稍重
※施行条件については毎日王冠も参照。
| 枠番 | 馬番 | 競走馬名           | 性齢 | 騎手     | オッズ       | 調教師     |
| ---- | ---- | ------------------ | ---- | -------- | ------------ | ---------- |
| 1    | 1    | カネショウホーライ | 牡6  | 田村正光 | 145.9（8人） | 大久保良雄 |
| 2    | 2    | レジェンドテイオー | 牡7  | 郷原洋行 | 23.9（5人）  | 田村駿仁   |
| 3    | 3    | グランドキャニオン | 牡5  | 東信二   | 22.6（4人）  | 新関力     |
| 4    | 4    | イナリワン         | 牡6  | 柴田政人 | 9.0（3人）   | 鈴木清     |
| 5    | 5    | ウインドミル       | 牡5  | 蛯沢誠治 | 94.7（7人）  | 久保田敏夫 |
| 6    | 6    | オグリキャップ     | 牡5  | 南井克巳 | 1.4（1人）   | 瀬戸口勉   |
| 7    | 7    | メジロアルダン     | 牡5  | 岡部幸雄 | 2.9（2人）   | 奥平真治   |
| 8    | 8    | マイネルダビテ     | 牡6  | 菅原泰夫 | 72.9（6人）  | 栗田博憲   |

## レース結果

### レース展開
レジェンドテイオーが大逃げを打ち、他の出走馬を引き離したが直線に入って失速し、残り200mの地点ではメジロアルダンとウインドミルが先頭を争う形となった。さらにオグリキャップとイナリワンが加速し、残り100mの地点で4頭が激しく競り合う形となったが最後はオグリキャップとイナリワンがほぼ同時にゴールインし、写真判定の結果、オグリキャップの優勝が決定した。

### 結果（上位5頭のみ）
| 着順 | 枠番 | 馬番 | 競走馬名           | タイム | 着差     |
| ---- | ---- | ---- | ------------------ | ------ | -------- |
| 1    | 6    | 6    | オグリキャップ     | 1.46.7 |          |
| 2    | 4    | 4    | イナリワン         | 1.46.7 | ハナ     |
| 3    | 7    | 7    | メジロアルダン     | 1.46.9 | 1馬身1/2 |
| 4    | 5    | 5    | ウインドミル       | 1.47.0 | クビ     |
| 5    | 3    | 3    | グランドキャニオン | 1.47.2 | 1馬身1/2 |

- ラップ

12.3-11.2-11.6-12.1-12-12.1-12.1-11.7-11.6
12.3-23.5-35.1-47.2-59.2-71.3-83.4-95.1-106.7

### 払戻
| 単勝式 | 6   | 140円 |
| 複勝式 | 6   | 100円 |
| 複勝式 | 4   | 130円 |
| 複勝式 | 7   | 100円 |
| 枠連   | 4-6 | 560円 |

## エピソード
- このレースは1989年の中央競馬のベストマッチといわれ、またオグリキャップの競走馬生活におけるベストレースともいわれる。
- オグリキャップとイナリワンはこの後1990年の前半まで4度にわたって対戦し、中央競馬の芝中長距離戦線を牽引した。2頭にスーパークリークを加えた3頭は平成三強と呼ばれた。